# لیلا العلمی
لیلا العلمی (عربی: لیلی العلمی؛ زادهٔ ۱۹۶۸) رمان‌نویس مراکشی آمریکایی است. وی نامزد دریافت جایزه پولیتزر ادبی در بخش داستانی در سال ۲۰۱۵ بود.

## زندگی‌نامه
لیلا العلمی در سال ۱۹۶۸ در رباط متولد شد و در همان شهر بزرگ شد. پس از اخذ مدرک کارشناسی در رشته زبان انگلیسی توانست برای ادامه تحصیل در رشته زبان‌شناسی از کالج دانشگاهی لندن پذیرش بگیرد. پس از فارغ‌التحصیلی لیلا به مراکش بازگشت و چند مدتی روزنامه‌نگاری کرد. در سال ۱۹۹۲ جهت تحصیل در مقطع دکتری رشته زبان‌شناسی در دانشگاه کالیفرنیای جنوبی به لس‌آنجلس نقل مکان کرد. وی در سال ۱۹۹۶ آغاز به نوشتن داستان و مقاله کرد و آثارش در نشریاتی چون لس‌آنجلس تایمز، بوستون گلوب، نیویورک تایمز و واشینگتن پست منتشر شد.

در سال ۲۰۰۵ اولین مجموعه داستانش به نام امید و دیگر اقدامات خطرناک به چاپ رسید و از آن زمان تا کنون این کتاب به ۶ زبان دیگر نیز ترجمه شده‌است. در سال ۲۰۱۵ وی نامزد دریافت جایزه پولیتزر ادبی در بخش داستانی بود. لیلا العلمی در حال حاضر استاد دانشگاه کالیفرنیا، ریورساید است.